# Videojuego incremental

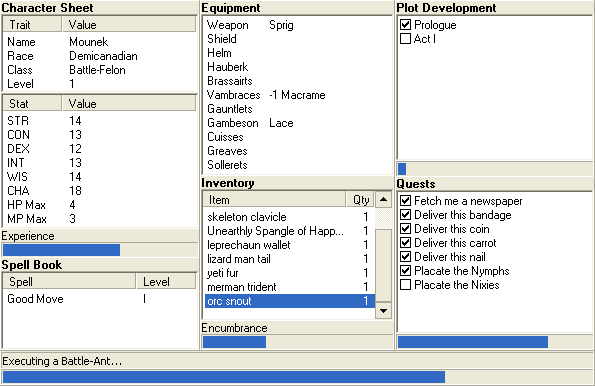
Captura de pantalla de Progress Quest, considerado un videojuego incremental así como un Juego de cero jugadores ya que solo se necesita un input inicial y el juego continua solo.

Los videojuegos incrementales, clickers, juegos de clics, juegos de pulsar (en dispositivos táctiles) o juegos de inactividad (incremental games, clicker games, tap games o idle games, respectivamente en inglés) son un género de videojuegos que consiste en que por medio de la repetición continuada de acciones simples como hacer clic en algo, pulsar algo o simplemente esperar a que el juego se desarrolle solo se consiga un bien virtual.
Estos juegos utilizan en su mecánica múltiples tipos de dinero virtual y bienes virtuales interconectados que producen aumentos del rendimiento o del ingreso de mayores cantidades de bienes virtuales. Esto puede hacerse aumentando el número de bienes recibidos por clic, por segundo, cada vez que empieza, esta en curso o acaba una tarea, cada vez que se llega a un hito o a una cantidad y de otras múltiples maneras.

## Causas de su popularidad
Ciertos expertos atribuyen la fama y el componente adictivo de este tipo de juegos a que el juego crea un sentimiento en nosotros de estar progresando y de alcanzar cada vez cotas más altas, dado que cada vez conseguimos más ingresos de bienes virtuales, y generalmente a mayor velocidad.

## Historia
El germen de los juegos incrementales se puede buscar en todos aquellos juegos que utilizan mecánicas de mejora de las condiciones del jugador para aumentar la efectividad o el dinero ganado. Un claro ejemplo de estos predecesores serían los "Upgrade Games" (juegos de mejoras) que consisten en dar al jugador unos objetivos iniciales que solo podrá lograr al final del juego, con lo que el jugador tendrá que intentar el mismo escenario múltiples veces y comprar dichas mejoras para intentar de nuevo el objetivo inicial consiguiendo cada vez mejores resultados. Estos juegos también dan un sentimiento de progreso al jugador.
El concepto Idle o Inactivo, introducido por juegos como Progress Quest (2002), Anti-Idle: The Game (2009) o Cow clicker (2010), sembró el camino para una ola de nuevos títulos que cobraron gran popularidad en 2013 con el lanzamiento del juego Cookie Clicker, el cual consistía en obtener el mayor número posible de galletas.
A partir de la creación del videojuego "Cookie Clicker" se crearon diversos videojuegos del género clicker con mecánicas de juego parecidas como Adventure Capitalist o  Clicker Heroes.
 Los clickers también ganaron fama cuando empezaron a crearse juegos de este género para móviles, teniendo algunos como el "Tamago Egg", que simplemente consistía en dar un millón de veces a un huevo, tuviesen más de ocho millones de descargas.
Históricamente, algunos programas de PC llamados Mouse Auto Clickers se utilizan para engañar a la tasa de clics humanos en los videojuegos, por ejemplo, los juegos de cookies. Los clics automáticos típicos son The Fastest Mouse Clicker for Windows e RPG AutoClicker Professional.

## Tipos de juegos
Los juegos incrementales tienen diferentes modalidades de juego, a menudo con mecánicas que incluyen varios tipos:
- Clickers o tap games. Se trata de videojuegos en los que el progreso se logra mediante un uso activo de la pantalla. Cada vez que se hace clic, o se concatenan varios clics por unidad de tiempo, se obtiene cierta cantidad de recursos. Estos recursos suelen ser usados para mejorar el clic. En estos juegos no es posible alcanzar metas avanzadas sin realizar pulsaciones continuas, motivo por el que algunos jugadores hacen uso de programas de clic automatizado. Cookie Clickers 2,  o Tap Titans 2 son algunos ejemplos de este tipo de juegos para dispositivos móviles.
- Idle games o inactivos. Estos videojuegos destacan por el uso del tiempo como recurso más valioso frente al tiempo de presencia en la pantalla. La mayoría de ellos funcionan con la pantalla apagada y calculan los recursos 'minados' durante el tiempo de inactividad. Dimensiones de Antimateria, Idle Research, AdVenture Communist o Exponential Idle son algunos de sus juegos para móvil.

La mayoría de los videojuegos de este tipo fusionan ambas mecánicas. Idle Slayer o Almost a Hero son ejemplos de juegos que combinan ambos estilos.